# Сабињанке
„Сабињанке” је југословенска  телевизијски драма из 1982. године. Режију и адаптацију сценарија је урадио Бранко Плеша по драми Растка Петровића, који је ову драму написао на енглеском.